# Jürgen Brinckmeier
Jürgen Brinckmeier (ur. 16 kwietnia 1935 w Plauen, zm. 28 listopada 1984 w Berlinie Zachodnim) – niemiecki polityk i dziennikarz, w 1984 poseł do Parlamentu Europejskiego II kadencji.

## Życiorys
Zaangażował się w działalność Socjaldemokratycznej Partii Niemiec. Od 1970 do 1973 pozostawał redaktorem naczelnym partyjnego tygodnika Berliner Stimme. Od 1971 do 1976 zasiadał w Izbie Deputowanych (landtagu miasta Berlin), od 1973 będąc przewodniczącym frakcji. W 1976 odszedł na stanowisko sekretarza stanu ds. wewnętrznych w lokalnej administracji. Od 1980 do 1983 kierował strukturami SPD w okręgu Neukölln. W 1981 otrzymał propozycję teki ministra spraw wewnętrznych w rządzie Berlina Zachodniego kierowanym przez Dietricha Stobbe, jednak nie zdobył wówczas większości głosów.
W 1984 uzyskał mandat posła do Parlamentu Europejskiego II kadencji. Przystąpił do grupy socjalistycznej, należał do Komisji ds. Stosunków Gospodarczych z Zagranicą, Komisji ds. Transportu oraz Komisji ds. Kontroli Budżetu. Zmarł 28 listopada 1984.
Był żonaty z lokalną radną Marianne Brinckmeier.